# Flamme d’Argent (Comic)
Flamme d’Argent ist ein frankobelgischer Comic.
Greg schrieb die im Mittelalter spielende Abenteuerserie für Paul Cuvelier. Auf Bitten des Zeichners sprangen Liliane und Fred Funcken bei der Gestaltung der ersten zwei Seiten ein.
Es entstanden drei Fortsetzungsgeschichten mit jeweils 30 Seiten, die in der belgischen und französischen Ausgabe von Tintin sowie in der flämischen Version Kuifje erschienen. Lombard gab die Alben in der Reihe Jeune Europe und Une histoire du journal Tintin heraus. Zu weiteren Veröffentlichungen kam es 1981 durch Cygne in der Reihe Dessinateurs de notre temps und 1985 bei Bédéscope.

## Handlung
Der Minnesänger Ardan des Sables steht als Flamme d’Argent den Rechtlosen und Unterdrückten zur Seite.

## Geschichten
- Flamme d’argent (1960–1961)
- Le Croisé sans nom (1962)
- Le Bouclier de lumière (1963)